# Тенес (город)
Тенес (араб. تنس‎, фр. Ténès; Таннс, Танас) — прибрежный город в Алжире, на территории вилайета Эш-Шелифф. Население составляет 35 459 человек (2008 г.). Основной национальный состав формируют арабы. Язык арабский, незначительная часть населения общается по-французски. Главная религия — ислам.

## География
Тенес расположен в 215 км к западу от города Алжир и в 230 км к востоку от города Оран, на побережье Средиземного моря. Окружён Атласскими горами. Климат характеризуется как субтропический, средняя температура января — от +5° до +12° °С, средняя температура июля — от +25° и выше. Норма осадков составляет 400—1200 мм в год.

## История

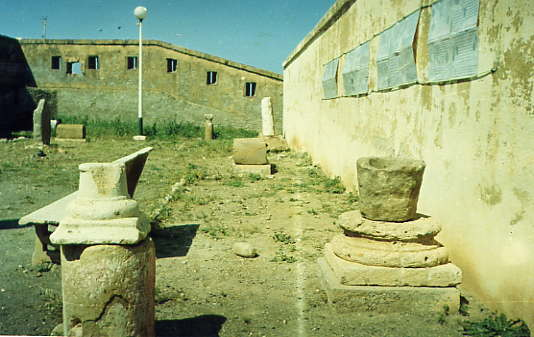
Руины Тенеса. Внутренний двор музея Тенес (2004 г)

### От возникновения до французов
Город основан в VIII веке до н. э. финикийцами. Принадлежал Карфагену, с I веке н. э. по V век находился Римской империи. В римский период назывался Мавритания Цезаря.
После распада Римской империи принадлежал вандалам, в VI веке отошёл к Византийской империи. Позднее город был завоёван арабами.
В 828—953/4 годах в Тенесе правила ветвь алидской династии Сулейманидов, родоначальник которой — Сулейман ибн Абдаллах — был братом Идриса I, основателя марокканской династии Идрисидов.
Являлся независимым королевством, последним правителем был султан Хассан Абид. В 1512 году был завоёван османами, при которых пришел в упадок. В 1843 году завоёван французами.

### Современность
Сегодня Тенес — небольшой туристический город с портом и маяком. Сохранились историко-архитектурные объекты, такие как Великая мечеть Сиди Ахмед Бумаза IX века, Баб-Эль-Бахр, Нотр-Дам-Де-Тенес и другие. В настоящее время порт реконструируется для увеличения морского промысла.